# Tipula resplendens
Tipula resplendens är en tvåvingeart som beskrevs av Alexander 1946. Tipula resplendens ingår i släktet Tipula och familjen storharkrankar.
Artens utbredningsområde är Ecuador. Inga underarter finns listade i Catalogue of Life.